# Académie musicale Chigiana de Sienne
L’académie musicale Chigiana de Sienne (en italien : Accademia musicale Chigiana Siena) est une institution artistique basée à Sienne (Italie) dont l'activité principale est l'organisation chaque été de master classes.

## Historique
L'académie musicale, fondée en 1932 par le comte Guido Chigi Saracini, est installée dans le palazzo Chigi-Saracini. Elle est aujourd'hui financée par de nombreux mécènes et dirigée par Nicola Sani.
Y ont enseigné les plus grands noms de la musique, parmi lesquels Pablo Casals, Gaspar Cassadó, Sergiu Celibidache, Georges Enesco, Andrés Segovia, Alfred Cortot, Jacques Thibaud, Nathan Milstein, Yehudi Menuhin, Hermann Scherchen, Suzanne Danco, André Navarra, Fernando Germani, Ruggero Gerlin, Carlo Maria Giulini, Kenneth Gilbert et, plus récemment, Yuri Bashmet, Franco Donatoni, Piero Farulli (it), Patrick Gallois, Gianluigi Gelmetti, Raina Kabaivanska, Ennio Morricone, Aurèle Nicolet, Alberto Soresina, Oscar Ghiglia et Shirley Verrett, etc.
Parmi les nombreux élèves qu'a comptés l'académie, on peut citer les noms de Carlo Maria Giulini, Zubin Mehta, Daniel Oren, Roman Vlad, Nino Rota, Claudio Abbado, Daniel Barenboim, Salvatore Accardo, Sophie Lacaze, Mario Lamberto, Riccardo Chailly, Giuseppe Sinopoli, Roland Pidoux, Philippe Muller, Cécilia Tsan, Étienne Péclard, Michèle Scharapan, Blandine Verlet et Christophe Looten.
L'académie musicale Chigiania accueille également une collection d'art (chefs-d'œuvre de Sassetta, Beccafumi, Botticelli, Rosa, Manetti, etc.). Elle possède en outre une vaste bibliothèque de partitions musicales et une remarquable collection d'instruments de musique.
Parmi les autres activités de l'académie, on peut encore citer l'organisation d'une série de concerts, intitulée Micat in Vertice, et celle du concours international de composition Alfredo-Casella.